# Peder Krog Meyer
Peder Krog Meyer (7. januar 1780 på gården Øgstad i Værdalen tæt ved Stiklestad – 24. juni 1819) er en norsk/dansk biskop, søn af major Nicolaus Meyer og Inger Marie født Krog, begge døde 1801.
Peder Krog Meyer blev sat i skole i Throndhjem, og her tog han, som det da var tilladt, eksamen artium 1796. Hele sit liv bevarede han kærligheden til sit hjemsted; Snorre Sturlasons krønnike og Schønings beskrivelse af Throndhjems Domkirke hørte bestandig mellem hans kæreste bøger. Hans rektor Søren Monrad ("Søren Latiner") gav ham en kærlighed til det latinske sprog, som han beholdt; han talte og skrev det også ualmindelig rent.
1797 kom Krog Meyer til København, hvor han 1800 tog teologisk embedseksamen med udmærkelse. Han indtrådte derefter på det nyoprettede pædagogiske seminarium, fik Borchs Kollegium og var lærer i Christianis Institut og i Efterslægtselskabets Skole. 1801 vandt han universitetets guldmedalje for besvarelsen af en teologisk prisopgave. Efter i anledning af forældrenes død at have været et par måneder i Norge blev han 1801 adjunkt ved Frue Skole i København og 1802 overlærer og medlem af skolerådet ved den da ny organiserede skole i Christiania. Her ægtede han 1804 Frederikke Wilhelmine Wexels (1785 – 1830), datter af kammerråd og administrator Hans Wexel i Christiania.  1806 blev han ekstraordinær professor i teologi ved Københavns Universitet og tillige – for at kunne leve – overlærer ved Frue Skole. Men det næste år brændte både universitetet, skolen og hans bolig tillige med alle hans ejendele. Det kom ham derfor særlig til pas, at Hertugen af Augustenborg 1808 tilbød ham plads som opdrager for sine sønner; han fik her en vellønnet stilling, og det skulle stå ham frit for at vende tilbage til universitetet, når hans hverv var endt. han kom til at stå den hertugelige familie meget nær, dog uden at påvirkes af det fjendskab, hertugen nu nærede mod Frederik 6.. 1815 kom han til København og disputerede for den teologiske doktorgrad, og 1816, da den yngste af hans elever var konfirmeret, vendte han tilbage til professoratet, uagtet han også havde tilbud om ansættelse ved Christianias Universitet. Det næste år blev han professor ordinær. Men han bar da alt på en dødelig sygdom. På sin sygeseng udnævntes han efter ønske af sin tidligere elev hertug Christian August til biskop på Als; men et par måneder efter døde han 24. juni 1819 uden at have tiltrådt embedet.
Med undtagelse af den tid, da han var ansat ved Christiania Skole, som han skal have bidraget til at skaffe et særdeles godt navn, var han så kort i sine embedsstillinger, at han ikke kunne udrette noget betydeligt i dem. Samtidige roser dog hans evner som akademisk lærer. Han gennemgik den samme udvikling som alle hans dygtigere samtidige fra en stærkt rationaliserende teologi til en mere positiv, så han erkendte nødvendigheden af "at gjengive det vantro og kolde Hjærte vore Fædres Tro og Haab" (Lit. Tid.  1818, Nr. 13). I de søvnløse nætter under sin sidste sygdom gentog han de skriftsprog og salmevers, som hans fromme moder havde lært ham i hans barndom. – hans videnskabelige ideal var dog fortidens; i en akademisk tale, som han skrev under sin sygdom, nægtede han ikke blot den lærdom anerkendelse, der erhvervedes af afledte kilder, men også den, der indskrænkede sig til en enkelt videnskab, men intet kendte til de andre. Mænd som Gottfried Wilhelm Leibniz og C. Bartholin (Caspar Bartholin den Ældre eller Caspar Bartholin den yngre? Sikkert førstnævnte) stod for ham som forbilleder. Den egentlige kilde, hvoraf lærdommen skulle øses, var for ham de græske og latinske forfattere.
Det betydeligste af hans skrifter er Lærebog i den kristelige Religions- og Sædelære for de lærde skoler (1818). Den blev allerede 1823 afløst af Nikolai Fogtmanns lærebog; man fandt med grund dens sprog for vanskeligt og abstrakt; men da den udkom, var den vistnok at foretrække for de oversættelser fra tysk, der hidtil havde været i brug. I enkelte skoler benyttedes den endnu langt ned i tiden.